# Cudowna lampa Aladyna
Cudowna lampa Aladyna / Magiczna lampa Alladyna (ros. Волшебная лампа Аладдина, Wołszebnaja łampa Aładdina) – radziecki film w reżyserii Borisa Rycariewa. Adaptacja jednej z baśni z "Tysiąca i jednej nocy" opowiadającej o Aladynie i jego lampie. 

## Fabuła
Akcja toczy się w średniowiecznym Bagdadzie. Do miasta tego przybywa zły czarownik, by odnaleźć Aladyna. Wie bowiem, że przeznaczeniem chłopca jest przynieść magiczną lampę z zaczarowanego królestwa. Czarownik podaje się za brata ojca Aladyna i zdobywa jego zaufanie. Obiecuje chłopcu spełnienie wszystkich marzeń pod warunkiem, że dostanie magiczną lampę. Przypadek sprawia, że  chłopiec pociera naczynie i uwalnia mieszkającego wewnątrz Dżinna.

## Obsada
- Boris Bystrow jako Aladyn
- Dodo Czogowadzie jako księżniczka Budur
- Sarry Karryjew jako dżin
- Otar Kobieridzie jako sułtan
- Andriej Fajt jako Magribiniec (czarownik z Maghrebu)
- Jekatierina Wierułaszwili jako matka Aladyna
- Gusiejnaga Sadychow jako Wielki wezyr
- Gieorgij Millar jako Naimudriejszyj (Najmądrzejszy)
- Walentin Brylejew jako Mubarak, syn wezyra

## Wersja polska

### Dubbing
Reżyseria dubbingu: Henryka Biedrzycka

Głosów użyczyli:
- Damian Damięcki jako Aladyn
- Antonina Girycz jako królewna Budur
- Jerzy Tkaczyk jako dżin
- Jan Kreczmar jako czarownik z Maghrebu
- Czesław Wołłejko jako sułtan
- Zofia Tymowska jako matka Aladyna
- Gustaw Lutkiewicz jako wielki wezyr
- Kazimierz Brusikiewicz jako Najmądrzejszy
- Marian Wyrzykowski jako stróż nocny
- Andrzej Gawroński jako Mubarak
- Lech Ordon jako Mustafa

i inni
Źródło:

### Lektor
Wersja wydana na VHS.
- Dystrybucja: Starcut Film
- Lektor: Maciej Gudowski

Źródło:

## Produkcja
Zdjęcia kręcono w Jałcie, Sewastopolu i Nowej Kachowce (obwód chersoński).